# Kemps Ridleyskildpadde
Kemps Ridleyskildpadde (Lepidochelys kempii) er verdens mindste havskildpadde. Den er en af to levende arter i slægten Lepidochelys (den anden er Lepidochelys olivacea, Olivenfarvet Ridleyskildpadde). Den er omkring 50-70 cm lang og vejer højst op til 45 kg